# Canton de Grandvillars
Le canton de Grandvillars est une circonscription électorale française située dans le département du Territoire de Belfort et la région Bourgogne-Franche-Comté.

## Histoire
Le canton est créé par le décret du 19 janvier 1970 scindant le canton de Delle.
Un nouveau découpage territorial du Territoire de Belfort entre en vigueur à l'occasion des élections départementales de 2015. Il est défini par le décret du 13 février 2014, en application des lois du 17 mai 2013 (loi organique 2013-402 et loi 2013-403). Les conseillers départementaux sont, à compter de ces élections, élus au scrutin majoritaire binominal mixte. Les électeurs de chaque canton élisent au Conseil départemental, nouvelle appellation du Conseil général, deux membres de sexe différent, qui se présentent en binôme de candidats. Les conseillers départementaux sont élus pour 6 ans au scrutin binominal majoritaire à deux tours, l'accès au second tour nécessitant 12,5 % des inscrits au 1er tour. En outre la totalité des conseillers départementaux est renouvelée. Ce nouveau mode de scrutin nécessite un redécoupage des cantons dont le nombre est divisé par deux avec arrondi à l'unité impaire supérieure si ce nombre n'est pas entier impair, assorti de conditions de seuils minimaux. Dans le Territoire-de-Belfort, le nombre de cantons passe ainsi de 15 à 9.
Maintenu, le canton de Grandvillars est élargi de 14 à 33 communes, issues des anciens cantons de Danjoutin (3 communes), de Fontaine (17 communes) et de Grandvillars (13 communes). Le bureau centralisateur est situé à Grandvillars.

## Représentation

### Représentation de 1970 à 2015
| Période | Période | Identité        | Étiquette   | Qualité                                             |
| ------- | ------- | --------------- | ----------- | --------------------------------------------------- |
| 1970    | 2008    | Jean Monnier    | PS puis MRC | Métallier-serrurier Maire de Morvillars (1964-2011) |
| 2008    | 2015    | Christian Rayot | MRC         | Huissier Maire de Grandvillars (depuis 1989)        |

### Représentation depuis 2015
| Période élective | Période élective | Mandat | Mandat   | Identité        | Nuance | Nuance | Qualité                                                                             |
| ---------------- | ---------------- | ------ | -------- | --------------- | ------ | ------ | ----------------------------------------------------------------------------------- |
| 2015             | 2021             | 2015   | 2021     | Isabelle Mougin |        | DVG    | Principale de collège à Montreux-Château                                            |
| 2015             | 2021             | 2015   | 2021     | Christian Rayot |        | DVG    | Huissier Maire de Grandvillars (depuis 1989) Président de la Communauté de communes |
| 2021             | 2028             | 2021   | en cours | Isabelle Mougin |        | DVG    | Conseillère sortante                                                                |
| 2021             | 2028             | 2021   | en cours | Christian Rayot |        | DVG    | Conseiller sortant, membre de la GRS                                                |

### Résultats détaillés

#### Élections de mars 2015
À l'issue du 1er tour des élections départementales de 2015, trois binômes sont en ballottage : Patrick Jeanroch et Isabelle Roy (FN, 36,87 %), Isabelle Mougin et Christian Rayot (DVG, 33,75 %) et Yves Bisson et Françoise Ravey (Union de la Droite, 26,16 %). Le taux de participation est de 55,78 % (6 862 votants sur 12 302 inscrits) contre 54,32 % au niveau départemental et 50,17 % au niveau national.
Au second tour, Isabelle Mougin et Christian Rayot (DVG) sont élus avec 37,56 % des suffrages exprimés et un taux de participation de 58,88 % (2 599 voix pour 7 245 votants et 12 304 inscrits).
Christian Rayot est membre de la GRS.

#### Élections de juin 2021
Le premier tour des élections départementales de 2021 est marqué par un très faible taux de participation (33,26 % au niveau national). Dans le canton de Grandvillars, ce taux de participation est de 36,05 % (4 518 votants sur 12 531 inscrits) contre 33,32 % au niveau départemental. À l'issue de ce premier tour, deux binômes sont en ballottage : Isabelle Mougin et Christian Rayot (DVG, 48,33 %) et Pascale Gabilloux et Alexandre Mancanet (DVD, 27,55 %).
Le second tour des élections est marqué une nouvelle fois par une abstention massive équivalente au premier tour. Les taux de participation sont de 34,36 % au niveau national, 35,84 % dans le département et 37,57 % dans le canton de Grandvillars. Isabelle Mougin et Christian Rayot (DVG) sont élus avec 60,96 % des suffrages exprimés (2 578 voix pour 4 710 votants et 12 537 inscrits),,.

## Composition

### Composition de 1970 à 2015

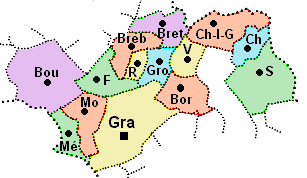
Situation du canton de Grandvillars dans le département du Territoire de Belfort de 1970 à 2015

Le décret du 19 janvier 1970 détache 14 communes du canton de Delle pour constituer le canton de Grandvillars, qui s'étend alors sur 88,4 km2 :
- Boron (repère Bor)
- Bourogne (repère Bou)
- Brebotte (repère Breb)
- Bretagne (repère Bret)
- Chavanatte (repère Ch)
- Chavannes-les-Grands (repère Ch-l-G)
- Froidefontaine (repère F)
- Grandvillars (chef-lieu) (repère Gra)
- Grosne (repère Gro)
- Méziré (repère Mé)
- Morvillars (repère Mo)
- Recouvrance (repère R)
- Suarce (repère S)
- Vellescot (repère V)

### Composition depuis 2015
Le canton de Grandvillars compte désormais 33 communes entières. 
| Nom                                  | Code Insee | Intercommunalité     | Superficie (km2) | Population (dernière pop. légale) | Densité (hab./km2) | Modifier                                    |
| ------------------------------------ | ---------- | -------------------- | ---------------- | --------------------------------- | ------------------ | ------------------------------------------- |
| Grandvillars (bureau centralisateur) | 90053      | CC du Sud Territoire | 15,17            | 2 963 (2022)                      | 195                | modifier les données · modifier les données |
| Angeot                               | 90002      | CA Grand Belfort     | 6,56             | 353 (2022)                        | 54                 | modifier les données · modifier les données |
| Autrechêne                           | 90082      | CA Grand Belfort     | 2,96             | 279 (2022)                        | 94                 | modifier les données · modifier les données |
| Bessoncourt                          | 90012      | CA Grand Belfort     | 7,80             | 1 304 (2022)                      | 167                | modifier les données · modifier les données |
| Bethonvilliers                       | 90013      | CA Grand Belfort     | 1,90             | 237 (2022)                        | 125                | modifier les données · modifier les données |
| Boron                                | 90014      | CC du Sud Territoire | 6,05             | 490 (2022)                        | 81                 | modifier les données · modifier les données |
| Brebotte                             | 90018      | CC du Sud Territoire | 3,78             | 369 (2022)                        | 98                 | modifier les données · modifier les données |
| Bretagne                             | 90019      | CC du Sud Territoire | 4,67             | 314 (2022)                        | 67                 | modifier les données · modifier les données |
| Chavanatte                           | 90024      | CC du Sud Territoire | 3,86             | 132 (2022)                        | 34                 | modifier les données · modifier les données |
| Chavannes-les-Grands                 | 90025      | CC du Sud Territoire | 6,93             | 343 (2022)                        | 49                 | modifier les données · modifier les données |
| Cunelières                           | 90031      | CA Grand Belfort     | 2,02             | 344 (2022)                        | 170                | modifier les données · modifier les données |
| Eguenigue                            | 90036      | CA Grand Belfort     | 2,49             | 270 (2022)                        | 108                | modifier les données · modifier les données |
| Fontaine                             | 90047      | CA Grand Belfort     | 6,96             | 601 (2022)                        | 86                 | modifier les données · modifier les données |
| Fontenelle                           | 90048      | CA Grand Belfort     | 1,75             | 135 (2022)                        | 77                 | modifier les données · modifier les données |
| Foussemagne                          | 90049      | CA Grand Belfort     | 5,10             | 885 (2022)                        | 174                | modifier les données · modifier les données |
| Frais                                | 90050      | CA Grand Belfort     | 2,81             | 237 (2022)                        | 84                 | modifier les données · modifier les données |
| Froidefontaine                       | 90051      | CC du Sud Territoire | 4,55             | 446 (2022)                        | 98                 | modifier les données · modifier les données |
| Grosne                               | 90055      | CC du Sud Territoire | 3,65             | 322 (2022)                        | 88                 | modifier les données · modifier les données |
| Lacollonge                           | 90059      | CA Grand Belfort     | 1,92             | 234 (2022)                        | 122                | modifier les données · modifier les données |
| Lagrange                             | 90060      | CA Grand Belfort     | 0,93             | 139 (2022)                        | 149                | modifier les données · modifier les données |
| Larivière                            | 90062      | CA Grand Belfort     | 4,84             | 278 (2022)                        | 57                 | modifier les données · modifier les données |
| Menoncourt                           | 90067      | CA Grand Belfort     | 4,70             | 391 (2022)                        | 83                 | modifier les données · modifier les données |
| Méziré                               | 90069      | CA Grand Belfort     | 3,91             | 1 268 (2022)                      | 324                | modifier les données · modifier les données |
| Montreux-Château                     | 90071      | CA Grand Belfort     | 4,66             | 1 167 (2022)                      | 250                | modifier les données · modifier les données |
| Morvillars                           | 90072      | CA Grand Belfort     | 5,27             | 1 098 (2022)                      | 208                | modifier les données · modifier les données |
| Novillard                            | 90074      | CA Grand Belfort     | 3,79             | 309 (2022)                        | 82                 | modifier les données · modifier les données |
| Petit-Croix                          | 90077      | CA Grand Belfort     | 3,79             | 305 (2022)                        | 80                 | modifier les données · modifier les données |
| Phaffans                             | 90080      | CA Grand Belfort     | 3,24             | 429 (2022)                        | 132                | modifier les données · modifier les données |
| Recouvrance                          | 90083      | CC du Sud Territoire | 1,50             | 144 (2022)                        | 96                 | modifier les données · modifier les données |
| Reppe                                | 90084      | CA Grand Belfort     | 3,88             | 324 (2022)                        | 84                 | modifier les données · modifier les données |
| Suarce                               | 90095      | CC du Sud Territoire | 11,81            | 439 (2022)                        | 37                 | modifier les données · modifier les données |
| Vauthiermont                         | 90100      | CA Grand Belfort     | 4,74             | 220 (2022)                        | 46                 | modifier les données · modifier les données |
| Vellescot                            | 90101      | CC du Sud Territoire | 3,55             | 250 (2022)                        | 70                 | modifier les données · modifier les données |
| Canton de Grandvillars               | 9008       |                      | 151,54           | 17 019 (2022)                     | 112                | modifier les données                        |

## Démographie

### Démographie avant 2015
| 1975  | 1982  | 1990  | 1999  | 2006   | 2011   | 2012   |
| ----- | ----- | ----- | ----- | ------ | ------ | ------ |
| 8 326 | 8 768 | 8 818 | 9 114 | 10 231 | 10 632 | 10 634 |

### Démographie depuis 2015
En 2022, le canton comptait 17 019 habitants, en évolution de −0,45 % par rapport à 2016 (Territoire de Belfort : −2,78 %, France hors Mayotte : +2,11 %).
| 2013   | 2018   | 2022   |
| ------ | ------ | ------ |
| 16 947 | 17 050 | 17 019 |